# Deutsche Informationen

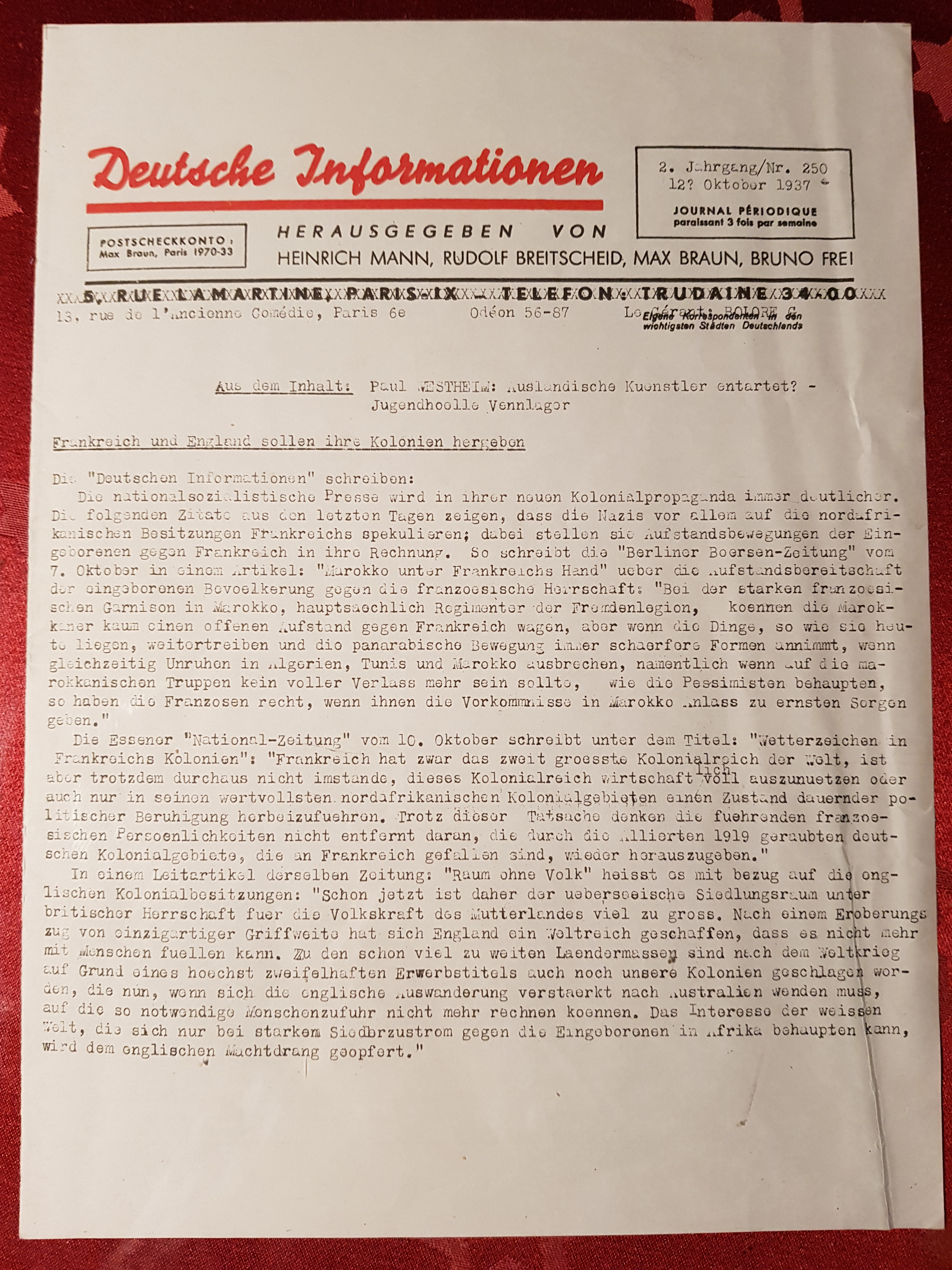
Seite 1 der Deutsche Informationen Nr. 250 vom 12. Oktober 1937

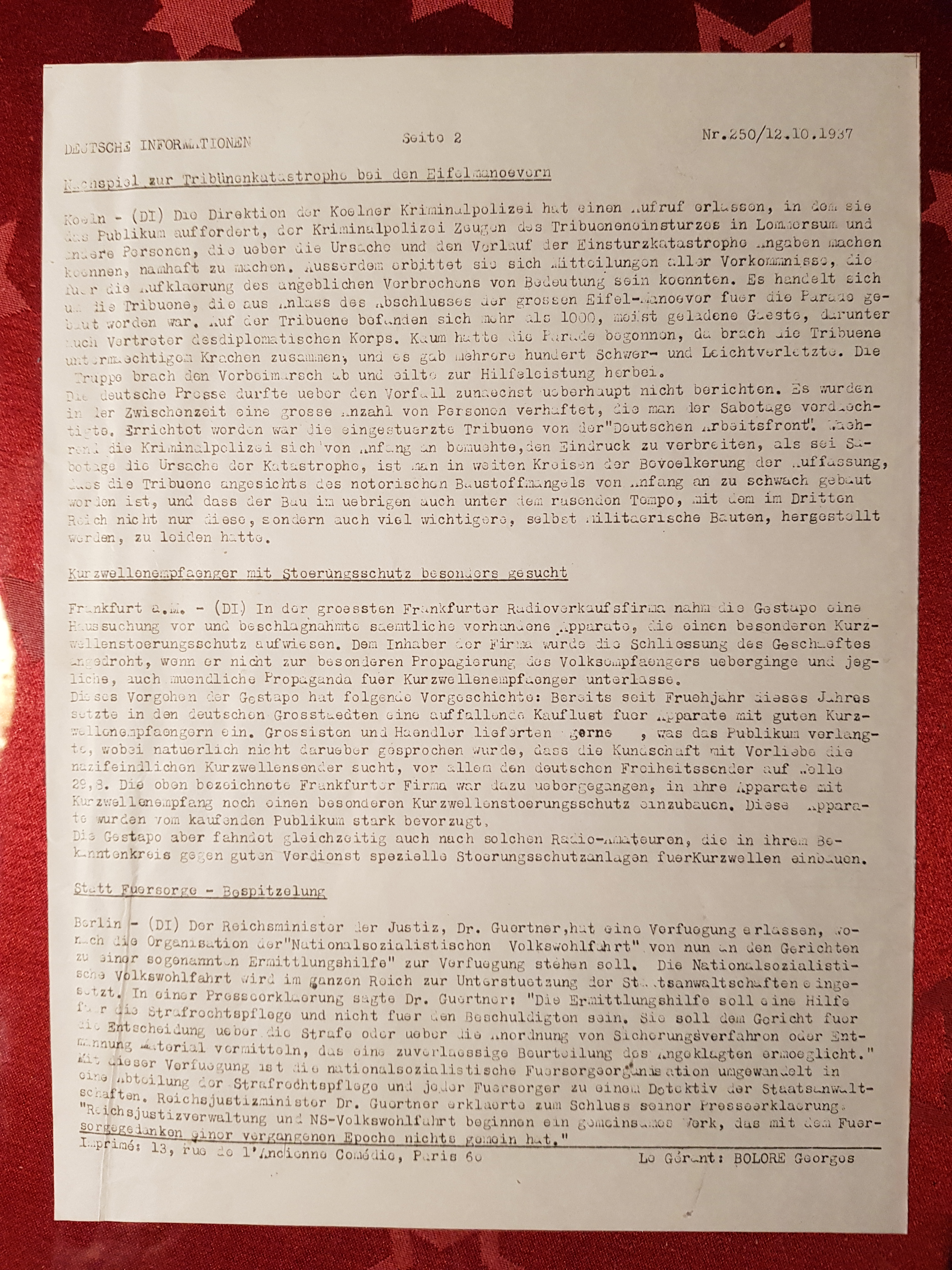
Text der Seite 2

Die Deutschen Informationen war eine antinationalsozialistische Exilzeitschrift, die ab 1936 in Paris erschien.

## Geschichte
Die Deutschen Informationen erschienen mit drei oder fünf Ausgaben pro Woche. Herausgeber waren Heinrich Mann, Rudolf Breitscheid, Max Braun und Bruno Frei. Die Informationen des Blattes wurden ergänzt durch Beilagen wie Die bunte Seite, Wirtschaftsbeilage, Gewerkschaftsbeilage, Kulturpolitische Beilage, Monatsbericht und andere. Das Papierformat war ähnlich DIN A4, der Text mit einer Schreibmaschine ohne Umlaute geschrieben.
Unter dem Titel Nouvelles d' Allemagne erschienen die Ausgaben in Französisch.
Von 1938 bis 1940 erschienen die Deutschen Informationen vereinigt mit den Deutschen Mitteilungen.

## Berichte der Nr. 250, 12. Oktober 1937

### Seite 1

#### Frankreich und England sollen ihre Kolonien hergeben
Unter dieser Überschrift wird die in der nationalsozialistischen Presse erhobene Forderung auf Rückgabe der ehemals deutschen Kolonien zitiert. Auf Grund eines Berichts der Berliner Börsen-Zeitung vom 7. Oktober wird ausgeführt, „dass die Nazis vor allem auf die nordafrikanischen Besitzungen Frankreichs spekulieren.“ Der Leitartikel der Essener National-Zeitung „Volk ohne Raum“ wird zitiert mit Aussagen wie „.. der überseeische Siedlungsraum unter britischer Herrschaft [ist] für die Volkskraft des Mutterlandes viel zu groß.“

### Seite 2

#### Tribünenkatastrophe bei den Eifelmanövern
Für die Parade zum Abschluss des „großen Eifel-Manövers“ wurde in Lommersum eine Tribüne errichtet. Auf der Tribüne befanden sich mehr als 1000 Zuschauer, darunter geladene Gäste auch aus den diplomatischen Korps. Sie stürzte zu Beginn der Parade ein „und es gab mehrere hundert Schwer und Leichtverletzte.“ Während die Bevölkerung davon ausging, dass die Tribüne zu leicht gebaut war, bemühte sich die Kriminalpolizei um „die Aufklärung des angeblichen Verbrechens“.

#### Kurzwellenempfänger mit Störungsschutz besonders gesucht
Die Gestapo geht gegen den Handel mit Kurzwellenempfängern vor, in die ein besonderer Kurzwellenstörungsschutz eingebaut wurde. Ebenso wird nach Radio-Amateuren gefahndet, die „gegen guten Verdienst spezielle Störungsschutzanlagen für Kurzwelle einbauen.“  Bereits seit Frühjahr habe es für Kurzwellenempfänger „in den deutschen Großstädten eine auffallende Kauflust“ gegeben, um „vor allem den deutschen Freiheitssender auf Welle 29,8“ zu hören. Bevorzugt wurden daher Geräte mit „einem besonderen Kurzwellenstörungsschutz“.

#### Statt Fürsorge – Bespitzelung
Vom Reichsminister für Justiz, Dr. Gürtner wurde per Verfügung die Nationalsozialistische Volkswohlfahrt den Gerichten als Ermittlungshilfe zur Verfügung gestellt. Laut seiner Presseerklärung sollte sie „eine Hilfe für die Strafrechtspflege und nicht für den Beschuldigten sein.“ Dabei auch „für die Entscheidung über die Strafe oder über die Anordnung von Sicherungsverfahren oder Entmannung..“. „Reichsjustizverwaltung und NS-Volkswohlfahrt beginnen ein gemeinsames Werk, das mit dem Fürsorgegedanken einer vergangenen Epoche nichts gemein hat.“ Das erklärte er am Schluss seiner Presseerklärung.